# Xian MA60
De Xian Modern Ark 60 (MA60) (Chinees: 新舟60, Xīnzhōu 60) is een turboprop-verkeersvliegtuig van de Chinese fabrikant Xi'an Aircraft Industrial Corporation. De capaciteit van het toestel bedraagt 50 tot 60 passagiers. 
De MA60 is een verlengde versie van de Xian Y-7, die gebaseerd is op de Antonov An-24, met de bedoeling om een vliegtuig te maken dat kan opstijgen en landen in moeilijke condities en op kleine start en landingsbanen (STOL). 

## Variaties
- Xian MA60-100: Verlaagd gewicht voor betere prestaties.
- Xian MA60-MPA:
- Xian MA40: Verlaagde capaciteit van 40 stoelen.
- Xian MA60H-500: Gemaakt om te dienen als militair Transportvliegtuig, met de deur voor goederen achter in het vliegtuig.
- Xian MA600: Een verbeterde versie van de MA60. het prototype was klaar op 29 juni 2008.

## Gebruikers
Afghanistan
- East Horizon Airlines

 Bolivia
- Bolivian Air Force
- TAM - Transporte Aéreo Militar
- Boliviana de Aviación

 Burundi
- Air Burundi

 Cambodja
- Cambodia Bayon Airlines
- Koninklijke Cambodjaanse luchtmacht

 Kameroen
- Cameroon-Co

 China
- Civil Aviation Flight University of China
- China United Airlines
- Okay Airways
- Joy Air
- Sichuan Airlines
- Wuhan Airlines
- YingAn Airlines

 Congo-Kinshasa
- LAC

 Djibouti
- Djiboutische luchtmacht

 Eritrea
- Massawa Airways
- ERAF

 Indonesië
- Merpati Nusantara Airlines

 Kirgizië
- Kyrgyzstan Airlines

 Laos
- Lao Airlines
- Laoaans volksbevrijdingsluchtmacht
- Lao Skyway

 Myanmar
- Myanma Airways

   Nepal
- Nepal Airlines

 Peru
- CDS Regional Express

 Filipijnen
- Zest Airways
- ClarkAir

 Congo-Brazzaville
- Air Congo Int'l

 Sri Lanka
- Sri Lankaanse luchtmacht (Helitours)

 Tadzjikistan
- Tajik Air

 Tonga
- Real Tonga

 Oekraïne
- Mars RK

 Jemen
- Felix Airways

 Zambia
- Zambiaanse Luchtmacht en Luchtverdedigingscommando

 Zimbabwe
- Air Zimbabwe

## Ongelukken en incidenten
Er zijn tot mei 2015 in totaal 13 ongelukken met de MA60 geweest. Een van deze ongelukken had fatale gevolgen (MZ8968). 21 passagiers en 4 bemanningsleden kwamen bij dit ongeluk om het leven. Nieuw-Zeeland is hierdoor zelfs zo ver gegaan om toeristen die met Real Tonga naar Tonga wilden vliegen te waarschuwen over het vliegtuig, dat Real Tonga als cadeau had gekregen van de Chinese fabrikant Xi'an Aircraft Industrial Corporation. Real Tonga heeft hierna laten weten dat ze niet gingen stoppen met het gebruiken van het vliegtuig. 
- Op 11 januari 2009 verongelukte een MA60 van Zest Airways bij Caticlan Airport. Het vliegtuig landde net voor de landingsbaan. Hierdoor raakte de piloten de controle over het vliegtuig kwijt en het toestel botste tegen een betonnen barrière aan. Het vliegtuig vloog in brand en de vleugels, het landingsgestel, onderstel en een van de twee motoren waren zwaar beschadigd. Een aantal passagiers liep verwondingen op.
- In juni 2009 verongelukte nog een MA60 van Zest airways. Deze keer overschoot het toestel de landingsbaan, toen het probeerde te landen op Caticlan Airport. Het toestel botste tegen een heuvel aan, aan het einde van de landingsbaan. Niemand in het vliegtuig raakte gewond. Het gevolg van dit ongeluk was dat deze landingsbaan verlengd werd en dat een heuvel aan het einde van de baan plat werd gemaakt.
- Op 7 mei 2011 verongelukte Merpati Nusantara Airlines vlucht (MZ)8968 (Met Indonesische registratie PK-MZK). Het vliegtuig vloog door slechte weersomstandigheden en stortte 500 meter voor de landingsbaan van Kaimana in Indonesië de zee in, nadat het nog een kwartier rondjes had moeten vliegen boven de luchthaven. Alle 21 passagiers en 6 bemanningsleden kwamen bij het ongeluk om het leven, waardoor dit het eerste dodelijke ongeluk werd voor de MA60. Op 24 augustus 2011 concludeerde de Indonesische Minister van Transportatie dat het ongeluk door menselijke fouten was veroorzaakt.
- Op 9 januari 2012 landde een MA60 van TAM zonder het landingsgestel uitgeklapt, veroorzaakt door een mechanische fout. Hierdoor liep het toestel veel schade op. Geen van de 16 passagiers en de 5 bemanningsleden raakte gewond.
- On 16 mei 2013 overschoot een Myanmar Airways vlucht de landingsbaan van Mong Hsat Airport. Twee van de 51 passagiers raakten zwaargewond en het vliegtuig liep ook veel schade op. De MA60 had voor het ongeluk ook al problemen gehad met de remmen in het landingsgestel.
- Op 10 juni 2013 landde vlucht MZ6517 van Merpati Nusantara Airlines (Met Indonesische registratie PK-MZO) erg hard op de vluchthaven van Kupang, Indonesië, met 50 mensen aan boord. Twee van de passagiers raakten gewond. Het vliegtuig kon na de landing niet meer gerepareerd worden.
- Op 10 juni 2013 was er nog een ongeluk met een MA60 van Myanma Airways. vlucht UB309 van Mawlamyine, Myanmar zwenkte bij het landen op de landingsbaan van Kawthaung Airport de landingsbaan af. Het vliegtuig kwam tot een stop in een aantal bosjes, zo'n 200 meter van het westen van de landingsbaan. Rook kwam uit de linkermotor en de propeller en beide vleugels waren beschadigd. Niemand raakte gewond. Mogelijk was de oorzaak van het ongeluk een menselijke fout, gemaakt door de piloot.
- Op 4 februari 2014 zakte een MA60 door zijn neuswiel, waardoor de neus van het vliegtuig op de landingsbaan zakte. Dit overkwam Joy Air vlucht JR1533, die 7 bemanningsleden en 37 passagiers van Taiyan, China, naar Zhengzhou bracht. Een mechanische fout was de veroorzaker van dit ongeluk, dat geen verwondingen veroorzaakte.
- Op 10 mei 2015, landde Joy Air vlucht JR1529 op de luchthaven van Fuzhou, China, met 45 passagiers en 7 bemanningsleden aan boord. Het vliegtuig maakte opeens een rechtse draai en stopte net naast de kant van de landingsbaan, ongeveer 50 meter van de middenlijn van de landingsbaan, met alle wielen op zachte grond. De motoren maakte contact met de grond, wat er bijna voor zorgde dat de vleugels van het vliegtuig werden gerukt. 7 mensen aan boord liepen verwondingen op bij het incident.

Volgens verschillende meldingen van bemanningsleden en passagiers miste het Exit bordje boven de uitgangen en water liep de cabine in kort na het opstijgen.

## Specificaties van de MA60
- Piloten: 2
- Capaciteit: 60 passagiers (40 in de verkleinde Xian MA40)
- Lengte: 24,71 m
- spanwijdte: 29,20 m
- Hoogte: 8,86 m
- Vleugeloppervlakte: 75 m²
- Leeggewicht: 13,700 kg
- Max. startgewicht: 21,800 kg
- Motoren: 2 × Pratt & Whitney Canada PW127J Turboprop,
- Max. vermogen per motor: 2,051 kW (2.725 pk)
- Max. snelheid: 514 km/h (278 knopen)
- Kruissnelheid: 430 km/h (232 knopen)
- Vliegbereik: 1,600 km